# Cheongdam-dong
Cheongdam-dong (koreanska: 청담동)  är en stadsdel i stadsdistriktet Gangnam-gu i Sydkoreas huvudstad Seoul.  